# 관문로 (칠곡군)
관문로(Gwanmun-ro)는 경상북도 칠곡군 왜관읍 왜관교차로 에서 칠곡군 진월면 매원사거리를 잇는 도로다.

## 주요 경유지
경상북도
- 칠곡군 (왜관읍)

## 노선
| 이름            | 접속 노선                            | 소재지 | 소재지 | 비고 |
| --------------- | ------------------------------------ | ------ | ------ | ---- |
| 왜관 교차로     | 국도 제67호선 (강변대로)             | 칠곡군 | 왜관읍 |      |
| 로얄사거리      | 중앙로                               | 칠곡군 | 왜관읍 |      |
| 왜관과선교      |                                      | 칠곡군 | 왜관읍 |      |
| 매원사거리      | 국가지원지방도 제79호선 (호국평화로) | 칠곡군 | 왜관읍 |      |
| 칠곡대로와 직결 |                                      |        |        |      |

## 주요 건물및 시설
- 르노코리아자동차 지정정비코너 왜관점 (관문로 11/왜관리 273-56)
- 쉐보레 왜관바로서비스 (관문로 24/왜관리 281-251)
- 아성다이소 칠곡왜관점 (관문로 34/왜관리 283)
- 한국농어촌공사 칠곡지사 (관문로 99/왜관리 359-5)
- 투썸플레이스 왜관DT점 (관문로 173/왜관리 426-20)